# Sobol východní
Sobol východní či kuna japonská (Martes melampus) je lasicovitá šelma řadící se mezi kuny. Jde o japonského endemita, výskyt v Koreji je nejistý. Jeho domovem jsou opadavé či stálezelené listnaté lesy. Má šedo-žluto-hnědě zbarvenou srst. Hlava některých populací má v zimě výrazně jinou barvu než zbytek těla (světle šedou až bílou). Tělo měří na délku asi 50 cm, ocas přibližně 20 cm. Hmotnost samců je v průměru okolo 1,6 kg, samic asi 1 kg. Jde o samotářského živočicha s noční aktivitou a poměrně malými teritorii (cca 1 km2). Je to všežravec, živí se malými obratlovci, bezobratlými, semeny a ovocem. Je považován za významného rozptylovače semen. K páření dochází v létě, k vrhu mláďat příští rok na jaře. Ve vrhu bývají obvykle dvě mláďata. Úmrtnost kromě přirozených faktorů způsobují především srážky s automobily a usmrcení potulnými psy. IUCN hodnotí tento druh jako málo dotčený, neboť navzdory poměrně malému areálu rozšíření disponuje stabilní populací, z níž část žije v chráněných územích.

## Nomenklatura, rozšíření
Sobol východní byl popsán německým paleontologem a zoologem Johannem Georgem Wagnerem v roce 1841 (někdy se udává 1840). Je řazen mezi kuny rodu Martes, přičemž jeho nejbližšími příbuznými jsou sobol asijský a kuna lesní. Dříve byl sobol východní někdy považován za poddruh sobola asijského, ovšem testy DNA to v zásadě vyvrátily. Na japonské ostrovy se sobol dostal z Asie (přes Kamčatku, Kurily a Sachalin), v průběhu pleistocénu a zde se z něj teprve stal současný druh. V průběhu taxonomických hodnocení bylo popsáno několik poddruhů sobola východního, ale v současnosti (2022) jsou považovány za validní pouze dva. Jedná se o Martes melampus melampus, který žije na Honšú, Šikoku, Kjúšú a přilehlých ostrovech (introdukován byl na ostrov Sado a Hokkaidó, kde koexistuje se sobolem asijským), a Martes melampus tsuensis, jenž se nachází na ostrově Cušima. Existence poddruhu Martes melampus coreensis (jeho zástupci údajně žijí na Korejském poloostrově) je dosti sporná. Dříve byl vyčleňován i poddruh Martes melampus bedfordi, a to na základě jiné barvy srsti, ovšem nyní je řazen k poddruhu melampus.

## Popis
Jedná se o menší, štíhlou kunu. Zbarvení srsti je obvykle sytě hnědé se žlutou náprsenkou (v Japonsku se tato barevná varianta nazývá Susu-ten). Populace žijící severněji (na Kjúšú a severním Honšú) na zimu mění barvu na oranžovo-žlutou a zbarvení hlavy je pak jasně šedé až bílé (v Japonsku se nazývají Ki-ten). Ocas má někdy bílou špičku. Délka těla se pohybuje od 42 do 55 cm, ocas měří okolo 20 cm. Váha kolísá mezi 0,7 až 1,9 kg. Velikostní pohlavní dimorfismus je patrný, samci váží v průměru okolo 1,6 kg, samice asi 1 kg. Lebka měří na délku 7,5 až 8,5 cm. 

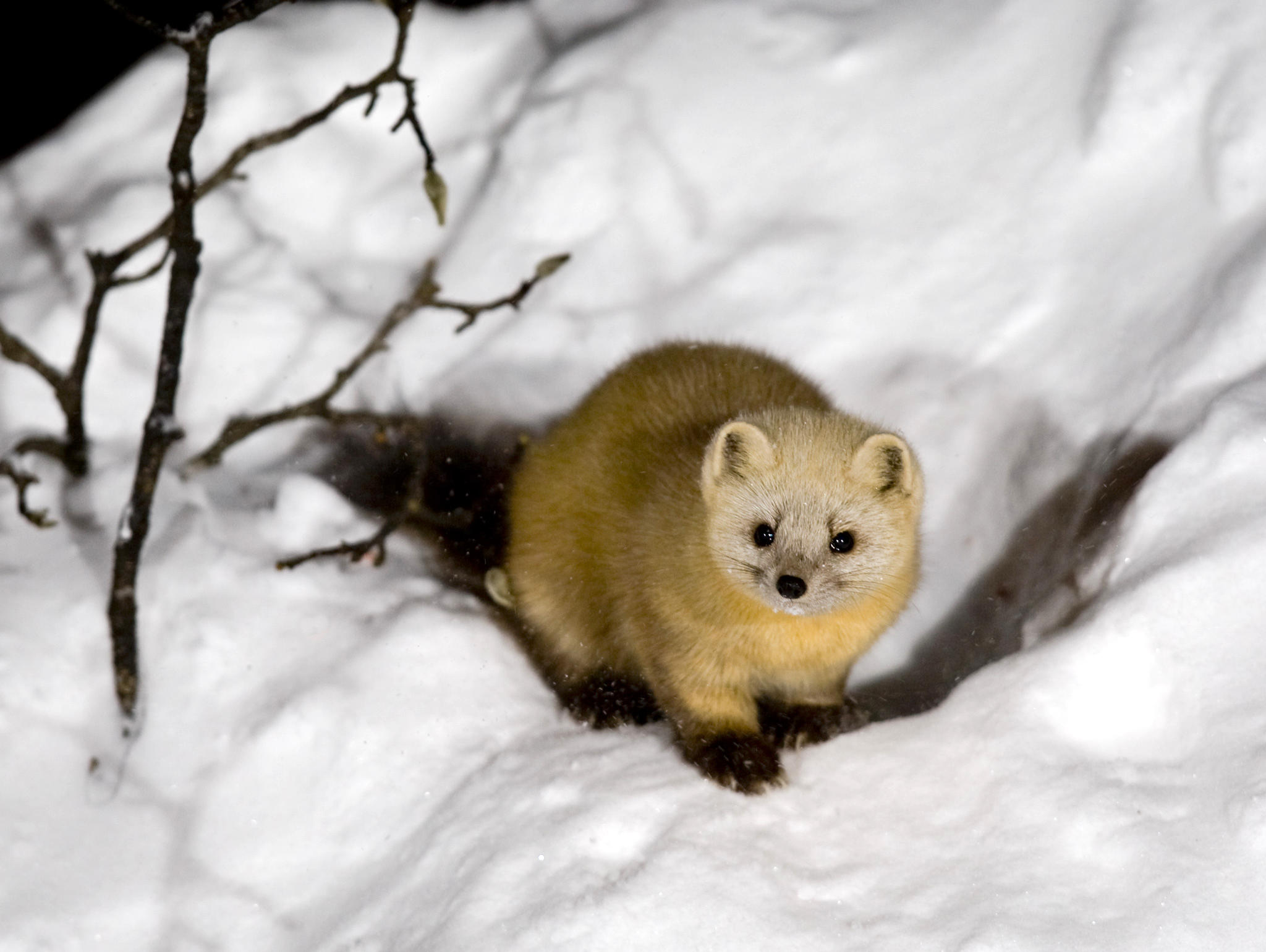
Sobol východní v zimě

## Biologie
Dospělí jedinci jsou samotáři s převážně noční aktivitou. Obývají poměrně malá teritoria, jež si značkují trusem. Jejich velikost je v průměru mezi 0,5 až 2,3 km2. Preferovaným stanovištěm jsou opadavé nebo stálezelené lesy do nadmořské výšky 2200 m. Vyhýbají se monokulturám jehličnatých lesů. Jsou schopni existovat suburbáních oblastech, kde je dostatek stromů.

### Rozmnožování
Rozmnožování má sezónní charakter, k páření dochází v létě (červenec, srpen) a po úspěšném oplodnění následuje 230 až 250 dnů březosti, jež zahrnují odloženou nidaci (skutečná doba březosti je 28 až 30 dnů) (Barthen 2003 udává data opačně). Samice rodí mláďata na jaře. Ve vrhu jich je maximálně pět, obvykle však dvě. Ta se rodí slepá a hluchá, nicméně osrstěná. Za 3 až 4 měsíce jsou ovšem již schopná živit se sama a krátce nato opouštějí matku a hledají si své teritorium.

### Potrava
Sobol východní je všežravá šelma. Živí se malými savci, ptáky, hmyzem, stonožkami, žížalami, pavouky, plži a z velké části také různými plody a semeny. Je považován za důležitého rozptylovače semen. Skladba potravy se mění během roku, kdy v průběhu vegetačního období převažují bezobratlí a plody. Jen hmyzu konzumuje zhruba 80 různých druhů (resp. taxonů). Celkem je sobol považován za zvíře s přizpůsobivými dietetickými návyky, za tzv. generalistu.

## Vztah k člověku, ohrožení
Mezinárodní svaz ochrany přírody vyhodnocuje sobola východního jako málo dotčený druh s poměrně početnou populací a minimem zásadních hrozeb. Jako hlavní z nich je zmiňováno poškozování habitatu (těžba dřeva) a konkurence invazních druhů. Negativní roli může hrát i to, že jde o lovné zvíře (s výjimkou ostrova Cušima). Na ostrově Cušima byly zjišťovány příčiny úmrtnosti sobola v letech 1986 až 1989. 38 jedinců bylo zabito automobily a 5 potulnými psy. Problémem může být i možná (ovšem nepotvrzená) hybridizace se sobolem asijským na ostrově Hokkaidó.
Kladný vliv na populaci druhu má její výskyt v chráněných územích. Komerční lesnictví by se mělo snažit zlepšit těžební postupy, a tím snížit náhodné ztráty stanovišť. Zvláště důležitá je ochrana listnatých lesů. Populace na ostrově Cušima je chráněna jako národní přírodní památka.